# Басараби (Долж)
Басараби (рум. Basarabi) насеље је у Румунији у жупанији Долж у граду Калафат. Место се налази на надморској висини од 64 m.

## Становништво
Према подацима из 2002. године у насељу је живело 1263 становника, од којих су сви румунске националности.